# 알렉산드르 디네르시테인
알렉산드르 그리고리예비치 디네르시테인(러시아어: Алекса́ндр Григо́рьевич Динерште́йн, 1980년 4월 19일 ~ )은 러시아의 바둑 기사이다.

## 약력
6차례 유럽 바둑 챔피언을 지냈으며, 대한민국에서 바둑 유학을 했다. 한국기원을 통해 2002년 6월에 입단했고, 2008년 3단으로 승단했다. 2006년 이래 잡지 고아마(Goama)의 편집 주간을 맞고 있다.